# Донатив

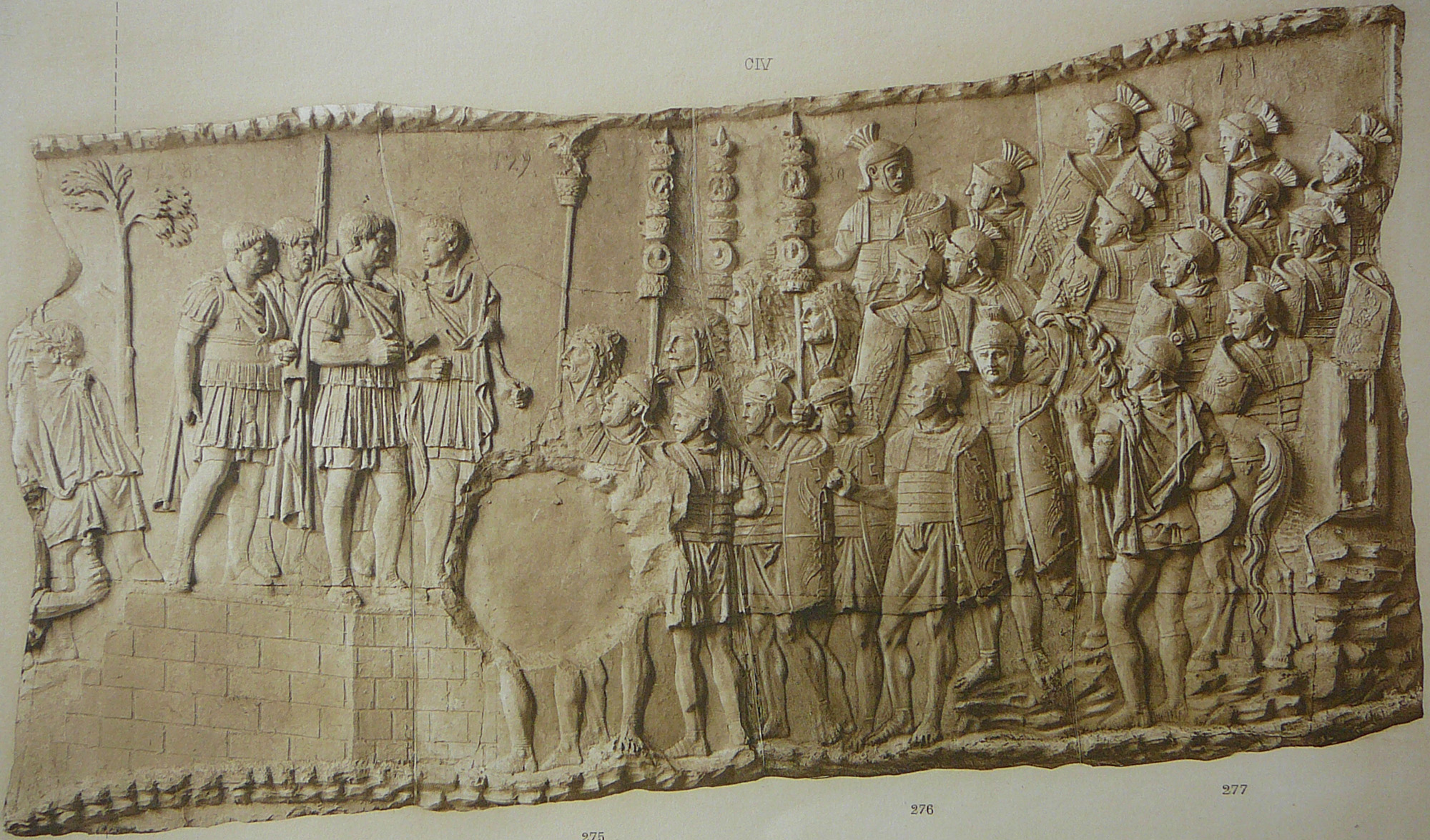
Император обращается к войскам. Рельеф с колонны Траяна

Донати́в (лат. donativum, множественное число donativa) — денежная раздача (как правило, нерегулярная) в римской армии периода поздней республики и империи, производимая от имени военачальника или императора. 
Следует отличать донативы от регулярного жалованья, которое именовалось стипендиум. В Римском войске половину так называемого донатива (donativum), для солдат своего отряда, был обязан принимать на хранение знаменосец (signifer — сигнифер), как и других доходов, например, если солдаты продавали маркетантам излишек съестных припасов, он должен был вести этим деньгам счёт и опять выдавать их при увольнении солдат в отставку.

## История
Корни донатива лежат в республиканской традиции праздничных раздач гражданам. Неслучайно даже в период империи они выдавались только состоящим из римских граждан родам войск: гвардии и легионам. С ростом роли армии в жизни римского государства подарки воинам становятся для претендентов на верховную власть обязательными. В годы гражданских войн вожди противоборствующих партий активно использовали легионы как инструмент политической борьбы. Аппиан так описывает действия второго триумвирата во время войны против республиканцев:

Они должны были уже теперь обнадёжить войско наградами за победу, причём, помимо других подарков, предоставить им 18 италийских городов для поселения; эти города, отличающиеся богатством, плодородием почвы и красотою зданий, они намерены были вместе с землёю и домами разделить между войском, как если бы эти города были завоёваны ими в неприятельской стране.
С установлением империи без выплаты донативов легионерам или преторианцам не обходился почти ни один император. Поводами для раздачи могли быть вступление на престол, назначение соправителя, триумф, вступление в совершеннолетие наследника, благодарность лояльным во время попыток узурпации престола частям, завещание умершего предшественника. Донативы в наибольшей степени подчёркивали взаимоотношения патроната — клиентелы между императорами и их воинами.
…Если обыкновенно государям приходится сдерживать честолюбие знати и необузданность народа, то римским императорам приходилось сдерживать ещё жестокость и алчность войска. Многих эта тягостная необходимость привела к гибели, ибо трудно было угодить одновременно и народу, и войску. Народ желал мира и спокойствия, поэтому предпочитал кротких государей, тогда как солдаты предпочитали государей воинственных, неистовых, жестоких и хищных — но только при условии, что эти качества будут проявляться по отношению к народу, так, чтобы самим получать двойное жалованье и утолять свою жестокость и алчность… Большая часть императоров — в особенности те, кто возвысился до императорской власти, а не получил её по наследству, — оказавшись меж двух огней, предпочли угождать войску, не считаясь с народом.
Все императоры первой династии Юлиев-Клавдиев выплачивали донативы неоднократно. Клавдий, пришедший в 41 году к власти после убийства заговорщиками Калигулы почти случайно, благодаря тому, что гвардия неожиданно провозгласила его императором, не пользовался поддержкой сената. Чтобы укрепить своё положение, он обещал каждому преторианцу по 15 000 сестерциев, поэтому Светоний называет его «первым среди цезарей, купившим за деньги преданность войска». Во время смуты, последовавшей за смертью Нерона в 68 году, когда на престоле менее чем за два года сменилось четыре императора, подарки гвардии играли очень важную роль. Преторианцам было обещано от имени Гальбы и, скорее всего, без его ведома десятилетнее жалованье за то, что они поддержат его в борьбе за власть. Не получив обещанной взятки, преторианцы убили нового императора на седьмом месяце правления.
Первым императором, открыто купившим престол за деньги, стал в 193 году Дидий Юлиан: после убийства Пертинакса преторианцами последние выставили верховную власть на аукцион, в котором победил Юлиан, обещавший каждому из них 25 000 сестерциев. Сменивший Дидия Юлиана всего через два месяца Септимий Север на смертном одре завещал своим сыновьям «обогащать войско и пренебрегать всеми остальными». Ещё больше возросла роль армии в годы кризиса III века, в эпоху «солдатских императоров», когда щедрые донативы зачастую становились решающим аргументом в пользу того или иного претендента на престол.
Учитывая скромные поначалу размеры солдатского жалования, с выдачей которого государство, особенно в I веке, испытывало серьёзные трудности, такие подарки имели особое значение. Однако солдаты не могли свободно распоряжаться всей суммой донатива. Половина императорского подарка откладывалась в кассе, которая имелась при знамённом святилище каждой когорты. Каждая когорта имела там свой особый мешок (лат. follis), куда складывались донативы, а при Северах появился ещё один мешок — для похоронной коллегии всего легиона. Эти «депозиты» выдавались на руки солдату при демобилизации. По свидетельству Вегеция, воин, деньги которого лежали в лагерной кассе, «не помышлял о дезертирстве, более заботился о своих знамёнах и за них в бою сражался много храбрее». Таким образом, в легионной казне накапливались значительные суммы, которые порой становились денежным подспорьем для мятежных наместников, стремящихся к узурпации императорского престола.
Помимо императорских донативов имели место вознаграждения по случаю знаменательных побед, выдаваемые солдатам военачальником, обладающим империумом — правом верховного командования в отсутствие принцепса. Командирами такого ранга часто были родственники императора. Размеры донативов и иных разовых выдач определялись статусом военнослужащего и различались у новобранцев, рядовых и принципалов (обладателей старшего солдатского ранга в легионах).
Согласно Тертуллиану, в его время воины отмечали раздачу («щедрость императоров»), надевая лавровые венки.

## Доходы военнослужащих и военный бюджет
Военные принадлежали к числу тех немногих людей Античности, которые получали заработную плату, и считались достаточно зажиточной социальной группой: для литературы эпохи империи богатство военных является общим местом. С I века до н. э. легионеры получали жалование в размере 225 денариев (900 сестерциев) в год, которое выплачивалось в три приёма: в январе, мае и сентябре. В 83 году Домициан к трём выплатам прибавил четвёртую, увеличив таким образом жалованье до 300 денариев (1200 сестерциев). В 197 году Септимий Север вновь увеличил денежное содержание легионеров на треть, до 400 денариев (1600 сестерциев), а его сын Каракалла в 211 году до 600 денариев (2400 сестерциев), но эта мера подорвала экономику империи, и начавшаяся инфляция вскоре обесценила прибавку. Принципалы и офицеры получали кратно больше. Жалованье преторианца превышало стипендиум рядового легионера-пехотинца более чем втрое. При сравнении стипендиума с упоминаемыми в источниках размерами донативов становится очевидным, что значительная или даже бо́льшая часть доходов солдат приходились как раз на внеочередные выплаты и раздачи.
Донативы каждый раз являлись серьёзным испытанием для казны. За счёт увеличения численности войск, размера жалованья и раздач расходы на войну и содержание армии стали неподъёмными даже для такого экономически мощного государства, как Римская империя, достигая, по разным оценкам, 50—70% государственного бюджета (для сравнения: по состоянию на 2014—2015 годы доля расходов на оборону в федеральном бюджете США — 17%, федеральном бюджете России — 20%). Денежный подарок, который сделали войскам в 161 году соправители Марк Аврелий и Луций Вер, составлял свыше 1,1 млрд сестерциев и был больше, чем обычный годовой бюджет.

## Известные раздачи
| Известные раздачи (1 ₳ = 25 X = 100 IIS) | Известные раздачи (1 ₳ = 25 X = 100 IIS) | Известные раздачи (1 ₳ = 25 X = 100 IIS)                | Известные раздачи (1 ₳ = 25 X = 100 IIS)                                                         | Известные раздачи (1 ₳ = 25 X = 100 IIS)    | Известные раздачи (1 ₳ = 25 X = 100 IIS) |
| Год                                      | Инициатор                                | Причина                                                 | Размер                                                                                           | Получатели                                  | Источник(и) |
| ---------------------------------------- | ---------------------------------------- | ------------------------------------------------------- | ------------------------------------------------------------------------------------------------ | ------------------------------------------- | --- |
| 52 до н. э.                              | Гай Юлий Цезарь                          | победа над битуригами в ходе Галльской войны            | 200 IIS (легионеры) 1000 IIS (центурионы)                                                        | легионы, принявшие участие в войне          | Цезарь. Записки о Галльской войне, VIII, 4: текст на латинском и русском |
| 43 до н. э.                              | Марк Антоний                             |                                                         | 500 X                                                                                            | легионы, не перешедшие на сторону Октавиана | Аппиан. Римская история. Гражданские войны, III, 45: текст на древнегреческом и русском |
| 43 до н. э.                              | Октавиан Август                          | вступление в Рим                                        | 10 000 IIS                                                                                       | войска, которые привели его к власти        | Дион Кассий. Римская история, XLVI, 46: текст на древнегреческом, английском и русском Авторы жизнеописаний августов. Север, VII |
| 8 до н. э.                               | Октавиан Август                          | представление войскам Гая Цезаря                        |                                                                                                  |                                             | Дион Кассий. Римская история, LV, 6: текст на древнегреческом, английском и русском |
| 14                                       | Октавиан Август                          | завещание                                               | 1000 IIS (преторианцы) 500 IIS (городские когорты) 300 IIS (легионеры и когорты римских граждан) |                                             | Дион Кассий. Римская история, LVI, 32: текст на древнегреческом, английском и русском Тацит. Анналы, I, 8: текст на латинском и русском Светоний. Жизнь двенадцати цезарей, Август, 101: текст на латинском и русском                                     |
| 14                                       | Тиберий                                  | восстание легионов в Германии и Паннонии                | удвоение завещанного Августом (по инициативе Германика)                                          | рейнские и паннонские легионы               | Дион Кассий. Римская история, LVII, 5—6: текст на древнегреческом, английском и русском Светоний. Жизнь двенадцати цезарей, Тиберий, 48: текст на латинском и русском                                                                                     |
| 31                                       | Тиберий                                  | верность императору при заговоре Сеяна                  | 1000 X (преторианцы) 300 IIS (легионеры)                                                         |                                             | Дион Кассий. Римская история, LIX, 2: текст на древнегреческом, английском и русском Светоний. Жизнь двенадцати цезарей, Тиберий, 48: текст на латинском и русском                                                                                        |
| 37                                       | Тиберий                                  | завещание                                               | 250 X                                                                                            | преторианцы                                 | Дион Кассий. Римская история, LVII, 18: текст на древнегреческом, английском и русском Дион Кассий. Римская история, LIX, 2: текст на древнегреческом, английском и русском Светоний. Жизнь двенадцати цезарей, Тиберий, 76: текст на латинском и русском |
| 37                                       | Калигула                                 | приход к власти                                         | 2000 IIS (преторианцы) 500 IIS (городские когорты) 300 IIS (остальные)                           |                                             | Дион Кассий. Римская история, LIX, 2: текст на древнегреческом, английском и русском |
| 39                                       | Калигула                                 | подавление заговора Лепида                              |                                                                                                  |                                             | Дион Кассий. Римская история, LIX, 22: текст на древнегреческом, английском и русском |
| 40                                       | Калигула                                 | несостоявшийся поход в Британию                         |                                                                                                  |                                             | Дион Кассий. Римская история, LIX, 25: текст на древнегреческом, английском и русском Монета Калигулы (RIC I 48) |
| 41                                       | Клавдий                                  | приход к власти                                         | 15 000 IIS или 5000 X                                                                            | преторианцы                                 | Светоний. Жизнь двенадцати цезарей, Клавдий, 10: текст на латинском и русском Иосиф Флавий. Иудейские древности, XIX, 4 |
| 42—54                                    | Клавдий                                  | годовщина прихода к власти (ежегодно)                   | 100 IIS                                                                                          | преторианцы                                 | Дион Кассий. Римская история, LX, 12: текст на древнегреческом, английском и русском |
| 51                                       | Клавдий                                  | достижение Нероном совершеннолетия                      |                                                                                                  |                                             | Светоний. Жизнь двенадцати цезарей, Нерон, 7: текст на латинском и русском Тацит. Анналы, XII, 41: текст на латинском и русском |
| 54                                       | Нерон                                    | приход к власти                                         | «столь же щедрые, как его отец, денежные подарки»                                                | преторианцы                                 | Тацит. Анналы, XII, 69: текст на латинском и русском Дион Кассий. Римская история, LXI, 3: текст на древнегреческом, английском и русском |
| 59                                       | Нерон                                    | убийство Агриппины Младшей                              |                                                                                                  | преторианцы                                 | Дион Кассий. Римская история, LXI, 14: текст на древнегреческом, английском и русском |
| 65                                       | Нерон                                    | подавление заговора Пизона                              | 2000 IIS                                                                                         | преторианцы                                 | Тацит. Анналы, XV, 72: текст на латинском и русском Дион Кассий. Римская история, LXII, 27: текст на древнегреческом, английском и русском |
| 69                                       | Вителлий или Веспасиан                   | гражданская война Веспасиана с Вителлием                | «немало денег»                                                                                   | нижнегерманские легионы                     | Тацит. История, IV, 58 |
| 69                                       | Веспасиан                                | гражданская война Веспасиана с Вителлием                | «весьма умеренный», «не больше, чем другие платили… за службу в мирное время»                    | поддерживающие его войска                   | Тацит. История, II, 82 |
| 79                                       | Тит                                      |                                                         |                                                                                                  | преторианцы                                 | Дион Кассий. Римская история, LXVI, 26: текст на древнегреческом, английском и русском |
| 81                                       | Домициан                                 | приход к власти                                         |                                                                                                  | преторианцы                                 | Дион Кассий. Римская история, LXVI, 26: текст на древнегреческом, английском и русском |
| 89                                       | Домициан                                 | окончание войны с даками                                |                                                                                                  |                                             | Дион Кассий. Римская история, LXVII, 7: текст на древнегреческом, английском и русском |
| 96                                       | Нерва                                    |                                                         |                                                                                                  |                                             | Монеты Нервы (RIC II 56; BMCRE 87; Cohen 37) |
| 98                                       | Траян                                    |                                                         |                                                                                                  |                                             | Плиний Младший. Панегирик императору Траяну, 25; 41 |
| 117                                      | Адриан                                   | приход к власти                                         | «раздача в двойном размере»                                                                      |                                             | Авторы жизнеописаний августов. Жизнеописание Адриана, 5 |
| 136                                      | Адриан                                   | усыновление Луция Элия Цезаря                           | 300 млн IIS на всех                                                                              |                                             | Авторы жизнеописаний августов. Жизнеописание Адриана, 23; Элий, 3; 6 |
| 145                                      | Антонин Пий                              | свадьба Марка Аврелия и Фаустины Младшей                |                                                                                                  |                                             | Авторы жизнеописаний августов. Антонин Пий, 10 |
| 161                                      | Марк Аврелий и Луций Вер                 | приход к власти                                         | 20 000 IIS воинам, «а прочим — соответствующую долю»                                             | преторианцы                                 | Авторы жизнеописаний августов. Жизнеописание Марка Антонина Философа, 7 |
| 180                                      | Коммод                                   | приход к власти                                         |                                                                                                  | преторианцы                                 | Геродиан. История от Марка Аврелия, I, 5 |
| 193                                      | Пертинакс                                | приход к власти                                         | выполнение обещаний Коммода; 12 000 или 6000 IIS                                                 | преторианцы                                 | Дион Кассий. Римская история, LXXIV, 1, 5: текст на древнегреческом, английском и русском Авторы жизнеописаний августов. Гельвий Пертинакс, 4; 7; 15 |
| 193                                      | Дидий Юлиан                              | приход к власти                                         | 25 000 или 30 000 IIS или не смог выплатить                                                      | преторианцы                                 | Авторы жизнеописаний августов. Дидий Юлиан, 3 Дион Кассий. Римская история, LXXIV, 11: текст на древнегреческом, английском и русском Геродиан. История от Марка Аврелия, II, 6—7; 11                                                                     |
| 193                                      | Септимий Север                           | приход к власти                                         | 10 000 IIS                                                                                       | войска, которые привели его к власти        | Авторы жизнеописаний августов. Север, 7 |
| 198                                      | Септимий Север                           | провозглашение Каракаллы соправителем, а Геты — цезарем | «очень щедрый денежный подарок»                                                                  | действующая против парфян армия             | Авторы жизнеописаний августов. Север, 16 |
| 203                                      | Септимий Север                           | 10-летие прихода к власти                               | 10 ₳                                                                                             | преторианцы                                 | Дион Кассий. Римская история, LXXVI, 1: текст на древнегреческом, английском и русском |
| 211                                      | Каракалла                                | убийство Геты                                           | 2500 X                                                                                           | преторианцы                                 | Геродиан. История от Марка Аврелия, IV, 4—5 |
| 217                                      | Макрин                                   | приход к власти после убийства Каракаллы                | 4000 IIS, обещано ещё 16 000 8 ₳, обещано повторение каждые пять лет                             |                                             | Дион Кассий. Римская история, LXXIX, 34: текст на древнегреческом, английском и русском Авторы жизнеописаний августов. Диадумен Антонин, 2 |
| 218                                      | Элагабал                                 |                                                         | 2000 IIS                                                                                         |                                             | Дион Кассий. Римская история, LXXIX, 1: текст на древнегреческом, английском и русском |
| 231—232(?)                               | Александр Север                          | персидский поход Александра Севера                      | три донатива                                                                                     |                                             | Авторы жизнеописаний августов. Александр Север, 26 Геродиан. История от Марка Аврелия, VI, 4 |
| 238                                      | Максимин Фракиец                         | гражданская война с Гордианом I                         | «чрезвычайно много денег»                                                                        |                                             | Геродиан. История от Марка Аврелия, VII, 8 |
| 244                                      | Филипп I Араб                            | приход к власти после смерти (убийства?) Гордиана III   | «щедрые подарки»                                                                                 | действующая против персов армия             | Зосим. Новая история, I, 19 |
| 275                                      | Тацит                                    | приход к власти                                         |                                                                                                  |                                             | Авторы жизнеописаний августов. Тацит, 9 |
| 320                                      | Константин I Великий                     | провозглашение цезарями Криспа и Константина II         |                                                                                                  |                                             | Монеты Константина (RIC VII 14; Gnecchi pl. 29, 8; Bastien, Donativa p. 76, note 11; RSC 3) |
| 327                                      | Константин I Великий                     | победа в войне против готов и сарматов                  |                                                                                                  |                                             | Монеты Константина (RIC VII 163; Alföldi 168, pl. 13, 198; Bastien, Donativa, p. 80) |
| 360                                      | Юлиан Отступник                          | провозглашение воинами августом                         | 5 ₳ и 1 фунт серебра                                                                             |                                             | Аммиан Марцеллин. Деяния, кн. XX, ч. 4, § 18. |

## Отражение в нумизматике
Часто для раздач войскам или в память о подвигах отдельных частей чеканились специальные монеты, на которых указывались наименования и порядковые номера легионов. Не были забыты и преторианцы — наиболее привилегированная часть войска. Выпуск таких монет для использования в качестве донативов имел важное пропагандистское значение для укрепления власти императора.

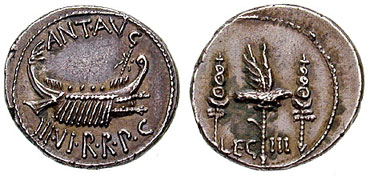
Денарий Марка Антония в честь III Киренаикского легиона
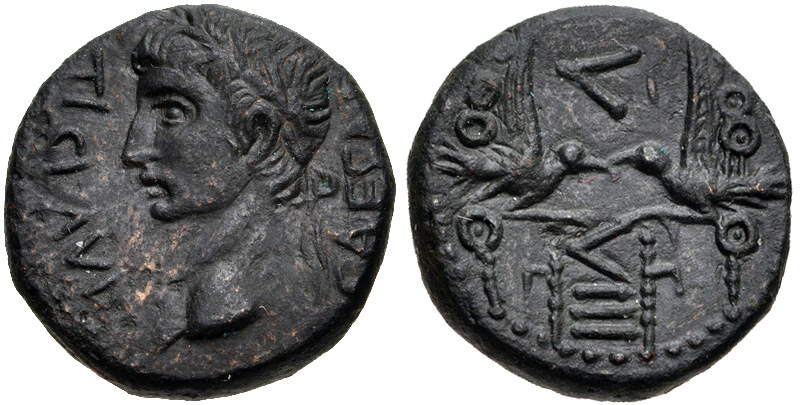
Асс Клавдия в честь V Македонского и VIII Августова легионов
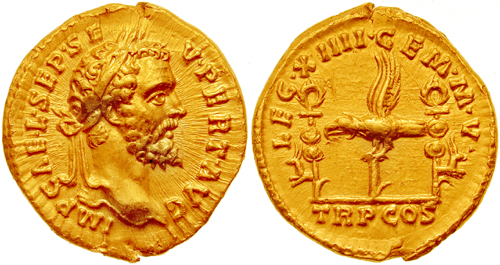
Аурей Септимия Севера в честь XIV Парного легиона
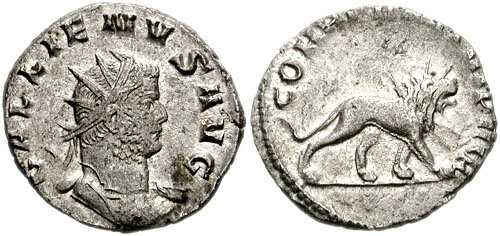
Антониниан Галлиена в честь преторианской гвардии